# Przyjemniaczki
Przyjemniaczki – singel polskiego rapera Kizo z albumu studyjnego Pegaz. Singel został wydany 21 lutego 2019 roku. Tekst utworu został napisany przez Patryka Wozińskiego.
Nagranie otrzymało w Polsce status złotej płyty w 2020 roku.
Singel zdobył ponad 7 milionów wyświetleń w serwisie YouTube (2023) oraz ponad 3 miliony odsłuchań w serwisie Spotify (2023).

## Nagrywanie
Utwór został wyprodukowany przez 808bros. Za mix/mastering utworu odpowiada EnZU. Tekst do utworu został napisany przez Patryka Wozińskiego.

## Twórcy
- Kizo – słowa[1][2]
- Patryk Woziński – tekst[1]
- 808bros – produkcja[1][2]

## Certyfikaty
| Kraj          | Certyfikat  |
| ------------- | ----------- |
| Polska (ZPAV) | złota płyta |